# Ủy ban Tư pháp Thượng viện Hoa Kỳ
Ủy ban Tư pháp Thượng viện Hoa Kỳ (tiếng Anh: United States Senate Committee on the Judiciary) là một ủy ban thường trực gồm 22 thượng nghị sĩ Hoa Kỳ có vai trò giám sát Bộ Tư pháp (DOJ), xem xét các đề cử hành pháp và tư pháp, cũng như xem xét các luật đang chờ xử lý. 
Ủy ban Tư pháp giám sát DOJ và tất cả các cơ quan thuộc thẩm quyền của DOJ, như FBI. Ủy ban này cũng giám sát Bộ An ninh Nội địa (DHS). Ủy ban xem xét các đề cử của tổng thống cho các vị trí trong DOJ như Văn phòng Chính sách Kiểm soát Ma túy Quốc gia, Viện Tư pháp Nhà nước, và một số vị trí nhất định trong Bộ Thương mại và DHS. Nó cũng chịu trách nhiệm tổ chức các phiên điều trần và xem xét các đề cử tư pháp cho Tòa án tối cao, Tòa phúc thẩm, các Tòa án quận và Tòa án Thương mại Quốc tế.  Quy tắc Thường trực Thượng viện trao quyền tài phán cho Ủy ban Tư pháp Thượng viện trong một số lĩnh vực nhất định, chẳng hạn như xem xét các đề xuất sửa đổi hiến pháp và luật liên quan đến luật hình sự liên bang, luật nhân quyền, nhập cư, sở hữu trí tuệ, luật chống độc quyền và quyền riêng tư trên internet. 

## Thành viên của ủy ban trongQuốc hội khóa 117
| Đa số | Thiểu số |
| --- | --- |
| - Dick Durbin, Illinois, Chủ tịch - Patrick Leahy, Vermont - Dianne Feinstein, California - Sheldon Whitehouse, Rhode Island - Amy Klobuchar, Minnesota - Chris Coons, Delaware - Richard Blumenthal, Connecticut - Mazie Hirono, Hawaii - Cory Booker, New Jersey - Alex Padilla, California - Jon Ossoff, Georgia | - Chuck Grassley, Iowa, Thành viên Xếp hạng - Lindsey Graham, Nam Carolina - John Cornyn, Texas - Mike Lee, Utah - Ted Cruz, Texas - Ben Sasse, Nebraska - Josh Hawley, Missouri - Tom Cotton, Arkansas - John Kennedy, Louisiana - Thom Tillis, Bắc Carolina - Marsha Blackburn, Tennessee |

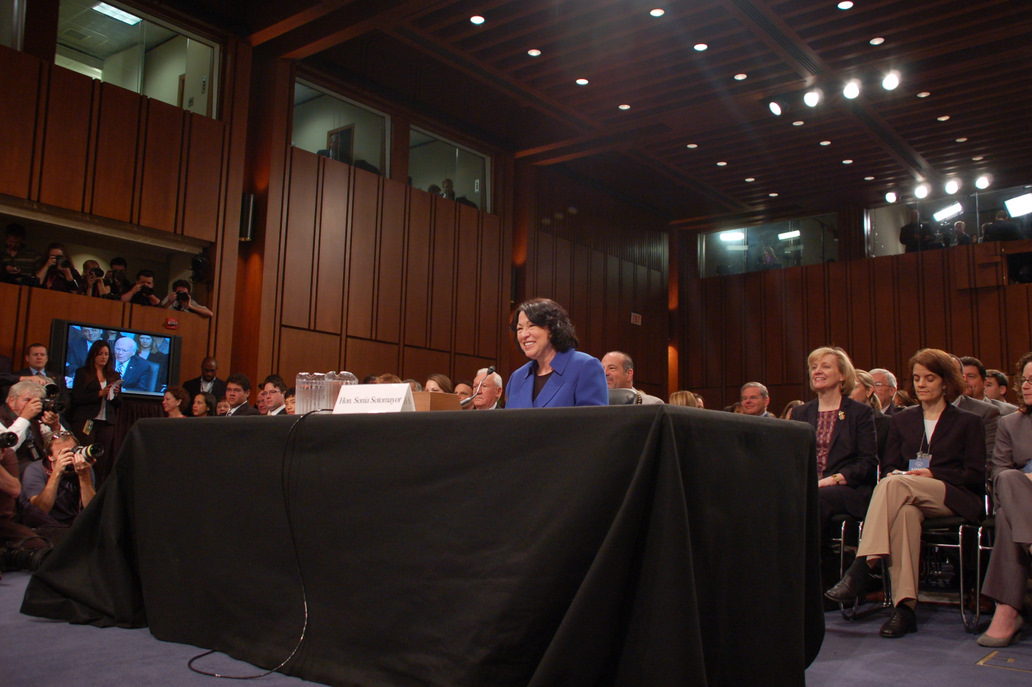
Sonia Sotomayor làm chứng trước Ủy ban Tư pháp Thượng viện khi bà được đề cử vào Tòa án Tối cao Hoa Kỳ

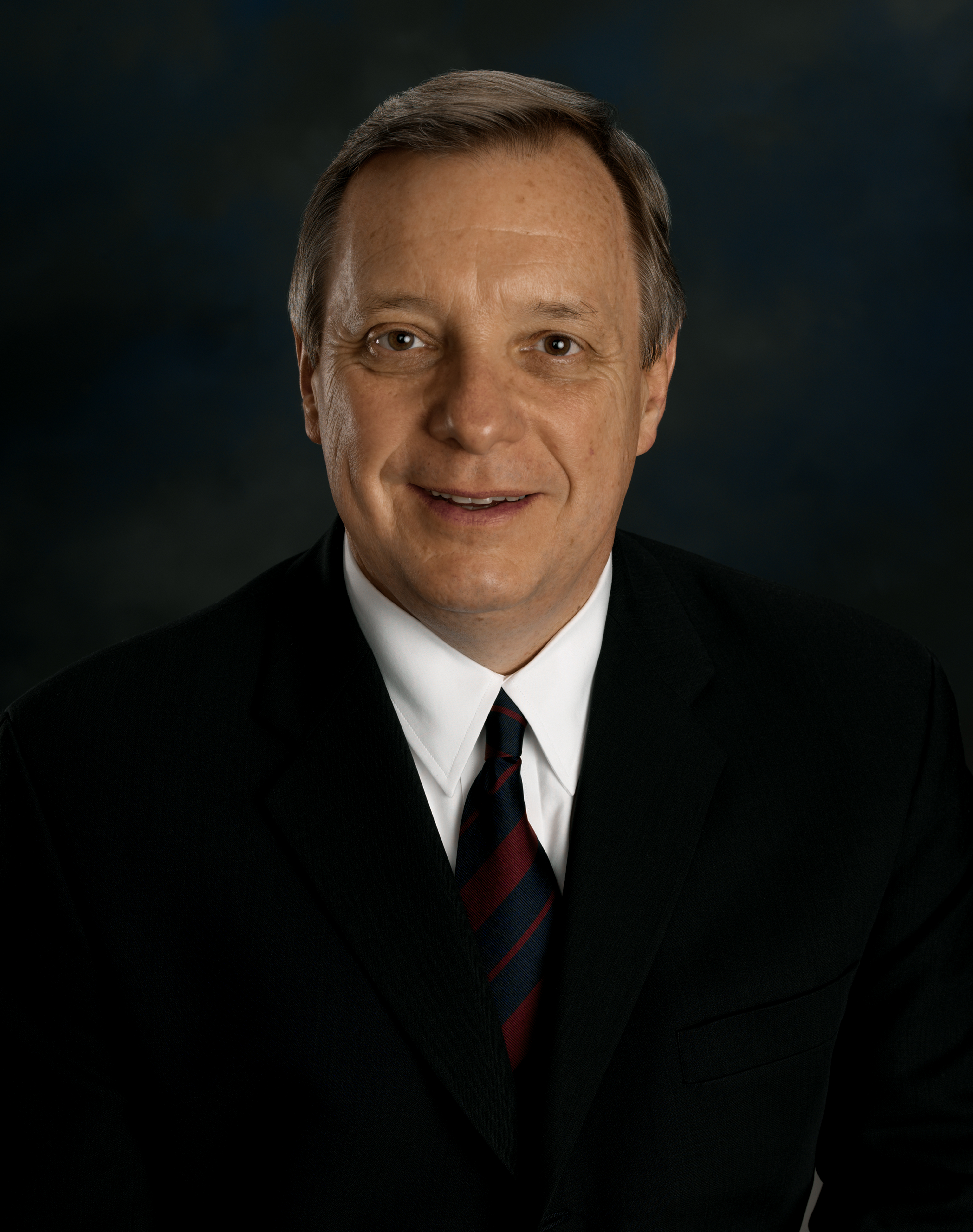
Dick Durbin (D-IL), Phó Lãnh đạo Đa số Thượng viện, hiện là chủ tịch Ủy ban Tư pháp Thượng viện.

## Chủ tịch Ủy ban
| Chủ tịch                | Đảng              | Tiểu bang      | Nhiệm kỳ  |
| ----------------------- | ----------------- | -------------- | --------- |
| Dudley Chase            | Dân chủ Cộng hòa  | Vermont        | 1816–1817 |
| John J. Crittenden      | Dân chủ Cộng hòa  | Kentucky       | 1817–1818 |
| James Burrill, Jr.      | Liên bang         | Rhode Island   | 1818–1820 |
| William Smith           | Dân chủ Cộng hòa  | South Carolina | 1819–1823 |
| Martin Van Buren        | Dân chủ Cộng hòa  | New York       | 1823–1828 |
| John M. Berrien         | Dân chủ Jackson   | Georgia        | 1828–1829 |
| John Rowan              | Dân chủ Cộng hòa  | Kentucky       | 1829–1831 |
| William L. Marcy        | Dân chủ Jackson   | New York       | 1831–1832 |
| William Wilkins         | Dân chủ Jackson   | Pennsylvania   | 1832–1833 |
| John M. Clayton         | Cộng hòa Quốc gia | Delaware       | 1833–1836 |
| Felix Grundy            | Dân chủ Jackson   | Tennessee      | 1836–1838 |
| Garret D. Wall          | Dân chủ           | New Jersey     | 1838–1841 |
| John M. Berrien         | Whig              | Georgia        | 1841–1845 |
| Chester Ashley          | Dân chủ           | Arkansas       | 1845–1847 |
| Andrew P. Butler        | Dân chủ           | South Carolina | 1847–1857 |
| James A. Bayard, Jr.    | Dân chủ           | Delaware       | 1857–1861 |
| Lyman Trumbull          | Cộng hòa          | Illinois       | 1861–1872 |
| George G. Wright        | Cộng hòa          | Iowa           | 1872      |
| George F. Edmunds       | Cộng hòa          | Vermont        | 1872–1879 |
| Allen G. Thurman        | Dân chủ           | Ohio           | 1879–1881 |
| George F. Edmunds       | Cộng hòa          | Vermont        | 1881–1891 |
| George Frisbie Hoar     | Cộng hòa          | Massachusetts  | 1891–1893 |
| James L. Pugh           | Dân chủ           | Alabama        | 1893–1895 |
| George Frisbie Hoar     | Cộng hòa          | Massachusetts  | 1895–1904 |
| Orville H. Platt        | Cộng hòa          | Connecticut    | 1904–1905 |
| Clarence D. Clark       | Cộng hòa          | Wyoming        | 1905–1912 |
| Charles Allen Culberson | Dân chủ           | Texas          | 1912–1919 |
| Knute Nelson            | Cộng hòa          | Minnesota      | 1919–1923 |
| Frank B. Brandegee      | Cộng hòa          | Connecticut    | 1923–1924 |
| Albert B. Cummins       | Cộng hòa          | Iowa           | 1924–1926 |
| George William Norris   | Cộng hòa          | Nebraska       | 1926–1933 |
| Henry F. Ashurst        | Dân chủ           | Arizona        | 1933–1941 |
| Frederick Van Nuys      | Dân chủ           | Indiana        | 1941–1945 |
| Pat McCarran            | Dân chủ           | Nevada         | 1945–1947 |
| Alexander Wiley         | Cộng hòa          | Wisconsin      | 1947–1949 |
| Pat McCarran            | Dân chủ           | Nevada         | 1949–1953 |
| William Langer          | Cộng hòa          | North Dakota   | 1953–1955 |
| Harley M. Kilgore       | Dân chủ           | West Virginia  | 1955–1956 |
| James Eastland          | Dân chủ           | Mississippi    | 1956–1978 |
| Edward M. Kennedy       | Dân chủ           | Massachusetts  | 1978–1981 |
| Strom Thurmond          | Cộng hòa          | South Carolina | 1981–1987 |
| Joe Biden               | Dân chủ           | Delaware       | 1987–1995 |
| Orrin Hatch             | Cộng hòa          | Utah           | 1995–2001 |
| Patrick Leahy           | Dân chủ           | Vermont        | 2001      |
| Orrin Hatch             | Cộng hòa          | Utah           | 2001      |
| Patrick Leahy           | Dân chủ           | Vermont        | 2001–2003 |
| Orrin Hatch             | Cộng hòa          | Utah           | 2003–2005 |
| Arlen Specter           | Cộng hòa          | Pennsylvania   | 2005–2007 |
| Patrick Leahy           | Dân chủ           | Vermont        | 2007–2015 |
| Chuck Grassley          | Cộng hòa          | Iowa           | 2015–2019 |
| Lindsey Graham          | Cộng hòa          | South Carolina | 2019–2021 |
| Dick Durbin             | Dân chủ           | Illinois       | 2021–nay  |

## Thao khảo
1. ↑  "Jurisdiction". United States Senate Committee on the Judiciary (bằng tiếng Anh). Truy cập ngày 11 tháng 1 năm 2018.
2. ↑  "Senate Committee on the Judiciary". GovTrack. Truy cập ngày 11 tháng 1 năm 2018.
3. 1 2  "Jurisdiction". United States Senate Committee on the Judiciary (bằng tiếng Anh). Truy cập ngày 11 tháng 1 năm 2018.
4. ↑  "Guide to Senate Records: Chapter 13 Judiciary 1947-1968". National Archives. ngày 15 tháng 8 năm 2016. Bản gốc lưu trữ ngày 25 tháng 8 năm 2017. Truy cập ngày 7 tháng 4 năm 2017.
5. ↑  "Members | United States Senate Committee on the Judiciary". www.judiciary.senate.gov (bằng tiếng Anh). Truy cập ngày 25 tháng 9 năm 2019.